# المزيونة (المزيونة)
المزيونة منطقة سكنية تقع في ولاية المزيونة، التابعة لمحافظة ظفار في سلطنة عمان. يقدر عدد سكانها بـخمسة الاف  نسمة حسب إحصاء عام 2020التابع للمركز الوطني للإحصاء والمعلومات الحكومي. رمز المنطقة هو 20700000.
يوجد بالمزيونة عدد من المدارس 
مدرسة عمر بن عبد العزيز للتعليم الأساسي للبنين 
مدرسة بن رشد للتعليم الأساسي للبنين 

## الوصلات الخارجية
- المركز الوطني للإحصاء والمعلومات، سلطنة عمان